# Bokermannohyla alvarengai
Bokermannohyla alvarengai är en groddjursart som först beskrevs av Werner C.A. Bokermann 1956.  Bokermannohyla alvarengai ingår i släktet Bokermannohyla och familjen lövgrodor. IUCN kategoriserar arten globalt som livskraftig. Inga underarter finns listade.

## Bildgalleri

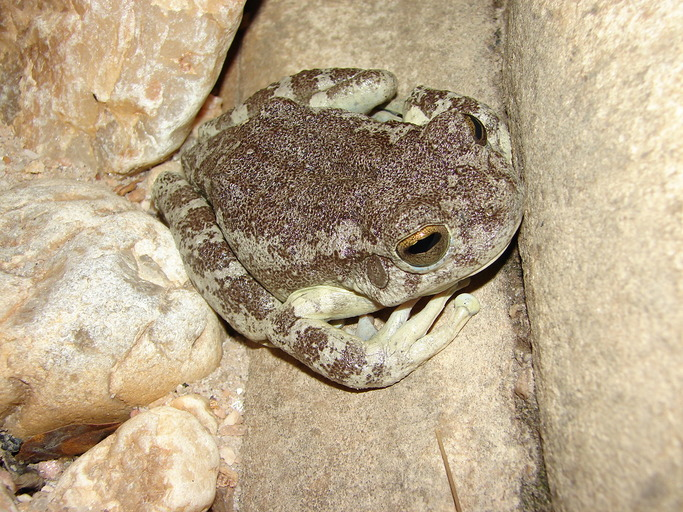